# Corneliu Zelea Codreanu
Corneliu Zelea Codreanu (születési nevén Corneliu Codreanu; Huszváros, 1899. szeptember 13. – Ilfov, 1938. november 30.) a román ultrajobboldali és antiszemita Vasgárda karizmatikus vezetője volt a két világháború közti időszakban. Bár apja születési neve Ion Zelinski volt, Ion Zelea Codreanu-ra változtatta, így Cornelius születési neve nem Corneliu Zelinski volt. Gyakran említik a Corneliu Codreanu néven, a családjára utaló Zelea szót azonban sohasem használják családneveként, legfeljebb középső névként. A sovén román vezér édesapja bukovinai lengyel volt, míg édesanyja német.
A Vasgárda, vagy a mozgalom másik gyakran használt nevén „Légió” követői hagyományosan úgy nevezték: Căpitanul (a Kapitány). Haláláig abszolút hatalma volt a szervezet felett. 1938-ban letartóztatták és életfogytiglani kényszermunkára ítélték, de még abban az évben több társával együtt agyonlőtték Bukarest közelében, II. Károly román király személyes parancsára.
A Codreanu által kialakított és képviselt ideológiának hetven évvel később is vannak követői. A Noua Dreaptă, amely a Vasgárda örökösének tartja magát, úgy festi le Codreanut, mint a román ortodox egyház szentjét.

## Magyarul megjelent művei
- A tollas gárda. A nacionalizmus szellemi változatai az 1930-as évek Romániájában. Corneliu Codreanu, Mircea Eliade, Nae Ionescu, Constantin Noica és Vasile Lovinescu írásai; tan., szerk. szerk. Horváth Róbert, ford. Tárkányi Beatrix; Nemzetek Európája, Bp., 2001 (Nefelejcs kiskönyvtár)
- Legionáriusoknak; ford. Vasmacska; Varázsló Macska, Pécs, 2020
- Körlevelek és kiáltványok; ford. Vasmacska; Varázsló Macska, Pécs, 2021